# Boovie
Boovie je česká logická počítačová hra pro ZX Spectrum a MS-DOS. Vytvořila ji skupina KVL Lukáše a Karla Vlčka, ti se poté připojili ke studiu Future Games.

## Hratelnost
Hráč ovládá postavičku Boovieho. Jeho cílem je přesunout světlou krychli na místo označené šipkou. Toho musí dosáhnou přesunováním skleněných (rozbitelných) a kamenných kvádrů. Krychle jdou přesunout i během pádu dolů. Ve splnění mu budou bránit nepřátelé, které lze zabít kvádrem a nebo kuličkami, které lze najít v levelu. Jedna trefa je omráčí a druhá zabije (pokud jsou ještě v bezvědomí). Je zde pět druhů nepřátel. Žlutí slimáci s dlouhýma očima mohou jen doleva a doprava, stejně tak nosatý člověk na koloběžce, neandrtálci a yetti se pomalu přibližují a zelené hlavy hráče přímo pronásledují. Hráč musí také využívat různé výtahy a tlačítka, z nich některé jdou zapnout jen vystřelenou kuličkou. Hra obsahuje 20-40 levelů, podle nastavení obtížnosti.

## Příběh
V MS-DOS verzi je v intru vysvětleno, že Boovie zachraňuje svou ženu Lili, která byla unesena. Pár žil šťastně na venkově, dokud se jeden člověk nerozhodl postavit vedle jeho domu velké sídlo. K dokončení stavby chybí jedna cihla, stavbař unese Lili jako výkupné a požaduje donést cihlu stejné barvy.

## Verze
Jedná se o logickou hru inspirovanou japonskou hrou Flappy z roku 1983, která byla o čtyři roky později portovaná také na československý počítač PMD 85. Originální verze z roku 1994 pro ZX Spectrum se v roce 1998 dočkala pokračování Boovie 2, také na ZX Spectrum, ale už od jiných autorů (E.S.A. Production - Tuleby, Factro6, Max). Roku 1998 byl vytvořen remake pro MS-DOS. Existuje také verze Bloodie z roku 2001, ve které střílíte po postavičkách. Na druhém díle pro MS-Windows se začalo pracovat, dokončen však nebyl, na jeho domácí stránce je k dispozici od roku 2002 ke stáhnutí jen jeho rozpracovaná verze. Hra byla také přeložena do angličtiny.